# Benátky nad Jizerou
Benátky nad Jizerou è una città della Repubblica Ceca facente parte del distretto di Mladá Boleslav, in Boemia Centrale.
Diede i natali al generale Johann von Klenau.